# Kup Hrvatske u hokeju na travi za muškarce 2018./19.
Kup Hrvatske u hokeju na travi za muškarce za 2019. godinu je igran u proljetnom dijelu sezone 2018./19. Kup je drugi put zaredom osvojila "Zelina" iz Svetog Ivana Zeline. 

## Sudionici
- Concordia 1906 - Zagreb
- Jedinstvo - Zagreb
- Marathon - Zagreb
- Mladost - Zagreb
- Mladost II - Zagreb
- Trešnjevka - Zagreb
- Zelina - Sveti Ivan Zelina
- Zrinjevac - Zagreb

## Rezultati
| datum            | klub1           | rezultat        | klub2           | napomene |
| četvrtzavršnica  | četvrtzavršnica | četvrtzavršnica | četvrtzavršnica | četvrtzavršnica                                                                                              |
| ---------------- | --------------- | --------------- | --------------- | --- |
| 31. ožujka 2019. | Zelina          | 3:0 bb          | Concordia 1906  | "Concordia 1906" odustala od utakmice                                                                        |
| 30. ožujka 2019. | Trešnjevka      | 8:3             | Jedinstvo       | |
| 30. ožujka 2019. | Mladost         | 9:3             | Marathon        | |
| 30. ožujka 2019. | Mladost II      | 1:4 (prekid)    | Zrinjevac       | utakmica prekinuta odlukom sudaca u 52:15 minuti, te registrirana postignutim rezultatom do trenutka prekida |
|                  |                 |                 |                 | |
| poluzavršnica    |                 |                 |                 | |
| 8. svibnja 2019. | Zelina          | 3:2             | Trešnjevka      | |
| 8. svibnja 2019. | Mladost         | 4:2             | Zrinjevac       | |
|                  |                 |                 |                 | |
| završnica        |                 |                 |                 | |
| 15. lipnja 2019. | Zelina          | 2:0             | Mladost         | "Zelina" pobjednik kupa                                                                                      |

## Vanjske poveznice
- hhs-chf.hr, Hrvatski hokejski savez
- hhs-chf.hr, Kup Hrvatske za seniore i seniorke